# Hus-Haus

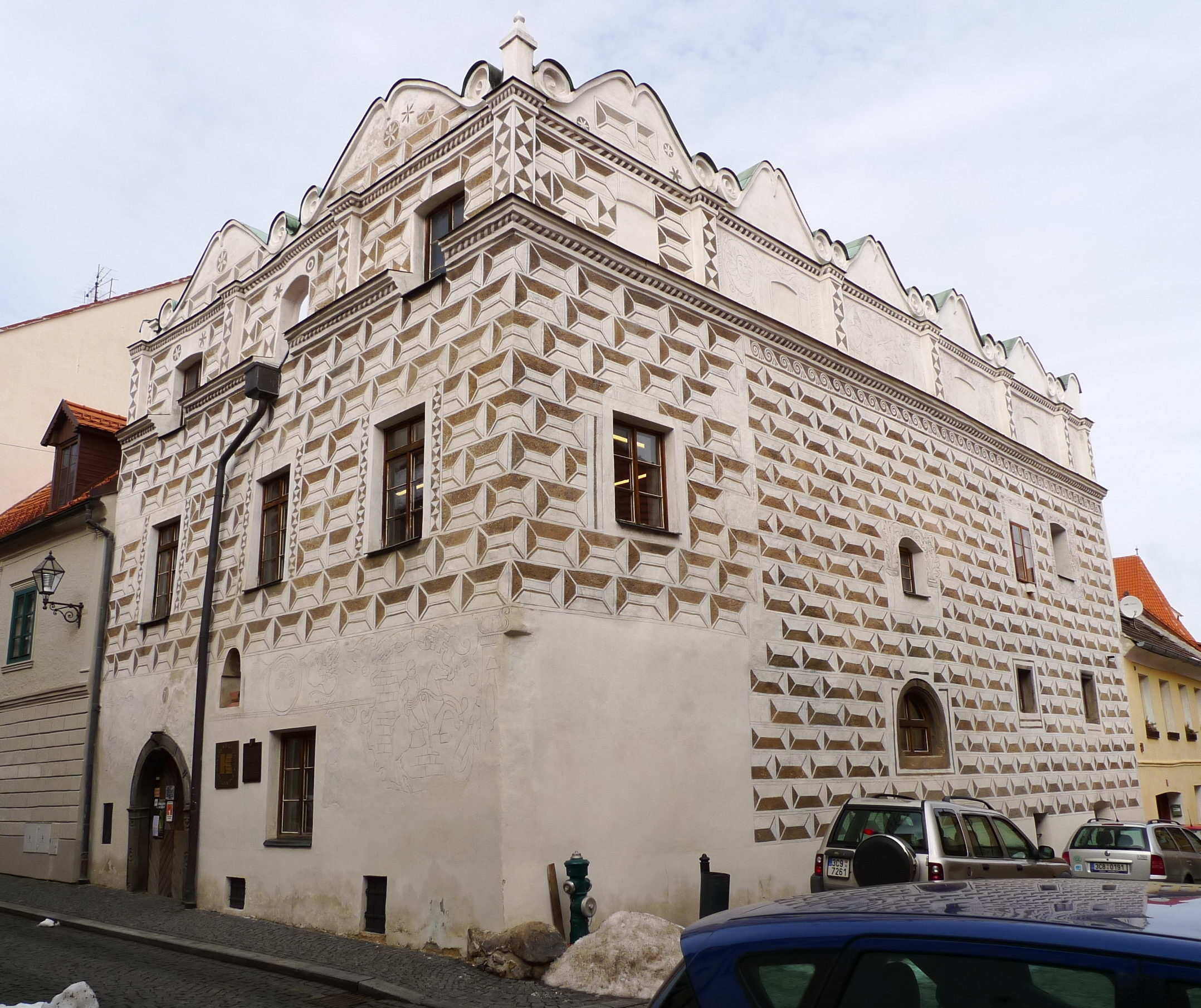
Hus-Haus in Prachatice

Das Hus-Haus (tschechisch Husův dům) in Prachatice (deutsch Prachatitz), einer Stadt in der Region Jihočeský kraj (Südböhmen) in Tschechien, ist ein im Kern gotisches Gebäude, das 1540 bis 1557 im Renaissance-Stil umgebaut wurde. Der Tradition nach soll Jan Hus dort gewohnt haben, während er die städtische Schule in Prachatice besuchte. Das Gebäude ist seit 3. Mai 1958 ein geschütztes Kulturdenkmal. Es befindet sich im Besitz der Stadtgemeinde und wird als städtische Bücherei verwendet.

## Geschichte
Bis 1950 wurde das Haus Žižka-Haus (Žižkův dům) genannt, weil dort angeblich Jan Žižka wohnte, während er die Lateinschule in Prachatice besuchte. Es ist allerdings nirgendwo belegt, dass Jan Žižka in Prachatice zur Schule ging. Wahrscheinlicher ist, dass der hussitische Heerführer Jan Žižka, nachdem er Prachatice Ende 1420 erobert hatte, dort im Jahr 1422 wohnte und arbeitete und auch seine Briefe von dort aus verschickte.
Die heutige Bezeichnung bezieht sich auf Jan Hus, und es wird noch das Zimmer gezeigt, in dem Hus einst gewohnt haben soll.
Seit 1966 diente das Haus als Bibliothek, wobei die ursprüngliche Kreisbibliothek im Jänner 2003 in Městská knihovna Prachatice (deutsch Stadtbibliothek Prachatice) umbenannt wurde.

## Beschreibung
Das Hus-Haus ist noch ohne wesentliche Umbauten in seiner ursprünglichen Gestalt erhalten. Die Sgraffiti wurden um 1560 angefertigt.

## Nutzung
Das Gebäude wird als städtische Bücherei genutzt.